# Кумедна історія (роман)
«Кумедна історія» (англ. Funny Story) — роман американської письменниці Емілі Генрі, який вийшов 2024 року. Роман розповідає про бібліотекарку Дафну та Майлза, чиї колишні кохані зустрічаються. Журнал Paste каже, що в ньому «багато душі, але замало пустощів».
Роман «Кумедна історія» дебютував на першому місці у списку бестселерів художньої літератури The New York Times та списку бестселерів USA Today, і станом на липень 2024 року в Північній Америці було продано понад 800 000 примірників.

## Короткий зміст
Дафна Вінсент — дитяча бібліотекарка, яка переїхала до Мічигану, щоб жити зі своїм нареченим Пітером. Незадовго до їхнього весілля Пітер раптово розлучається з Дафною, щоб бути разом зі своєю давньою подругою Петрою. Дафна переїжджає до Майлза Новака, покинутого хлопця Петри. Розбита горем Дафна планує виїхати з Мічигану після марафону читання — нічного благодійного заходу, організованого її бібліотекою, за який вона дуже вболіває.
Пітер і Петра запрошують Майлза та Дафну на своє весілля, що спонукає їх випити та зблизитися. Дафна підтверджує участь у весіллі й бреше Пітеру, що зустрічається з Майлзом. Майлз погоджується з таким планом. Дізнавшись про нерішучі плани Дафни переїхати, він пропонує їй показати Мічиган. Дафна та Майлз поступово знайомляться одне з одним, і, попри розбіжності, стають друзями. Дафна заприятелювала зі своєю суворою колегою Ешлі та розкрила їй фальшиві стосунки з Майлзом. Взаємний потяг між Дафною та Майлзом зростає.
Молодша сестра Майлза, Джулія, приїжджає з Чикаго та приєднується до їхньої групи друзів разом з Ешлі. Дафна та Майлз продовжують свої щотижневі подорожі Мічиганом, і врешті-решт Майлз бере Дафну на випускний вечір для людей поважного віку, щоб вона могла зібрати більше волонтерів для марафону читання. На випускному вони зустрічають Пітера й Петру та на зло їм цілуються й танцюють, але Дафна, раптово відчувши справжні почуття до Майлза, несподівано втікає. Майлз іде за нею, і вони зізнаються одне одному у взаємних почуттях, але вирішують не заходити далі, коли Майлз зізнається, що схильний панікувати, коли все ускладнюється. Дафна вирішує стримати свої почуття до нього.
Недбайливий батько Дафни та його нова дружина Старфайр відвідують її. Дафна зізнається Майлзу у труднощах з прийняттям батька. Батько Дафни та Старфаєр в останню хвилину відмовляються від візиту до Дафни, а Майлз повідомляє їй, що вони вирішили провести час з новими друзями. Щоб підняти їй настрій, Майлз бере її на свій улюблений пляж. Вони сплять разом і проводять наступний день разом.
Наступного понеділка Дафна усвідомлює, що забула відсвяткувати день народження Ешлі й не пофарбувала її спальню. Ешлі не приймає вибачення Дафни, коли та намагається перепросити. Майлз також зникає на кілька днів.
Дафні несподівано телефонують щодо співбесіди на роботу в Мериленді, що дозволить їй жити ближче до матері. Пітер намагається повернутися до Дафни, але Дафна відкидає його. Пітер розповідає, що Майлз пішов допомагати Петрі, і зазначає, що вони знову будуть разом. Одного дня після роботи Дафна знову зустрічає Майлза, який зізнається, що запанікував і пішов допомагати Петрі. Він зізнається, що закоханий у Дафну, але вона відкидає його та розповідає про свої плани покинути Мічиган. Мати Дафни втішає її та відновлює її впевненість.
Дафна та Ешлі відновлюють свою дружбу після того, як Дафна таємно фарбує спальню Ешлі, і Дафна проводить наступні кілька днів з Ешлі до марафону читання. Джулія повідомляє Дафні, що завдяки її підтримці, брати і сестри обговорили своє складне дитинство. Перед початком марафону читання Дафні телефонує батько, який підбадьорює її, і вона дізнається, що Майлз годинами намагався вмовити його повернутися. Дафна усвідомлює правду про почуття Майлза.
Читацький марафон пройшов успішно. Після цього Майлз зізнається у своєму незмінному коханні до Дафни та благає її залишитися з ним у Мічигані. Дафна зізнається Майлзу у коханні та захопленні, з умовою, що на деякий час переїде до себе, щоб уникнути повторення помилки з Пітером.
Через рік Дафна та Майлз влаштовують новосілля з друзями та родиною, де Дафна розповідає «кумедну історію» про те, як вони з Майлзом познайомилися, завершуючи історію моментом замикання кола.

## Прийняття
Згідно з Book Marks, книжка отримала «захоплений» консенсус, оснований на чотирьох відгуках критиків: двох «захоплених» та двох «позитивних».

## Кіноадаптація
У липні 2024 року повідомлялося, що Генрі напише за книжкою «Кумедна історія» сценарій художнього фільму, продюсерами якого будуть Lyrical Media та Ryder Picture Company. Генрі та Джон Розенберг з Lyrical також були призначені виконавчими продюсерами.

## Переклади українською
2025 року у видавництві «Артбукс» вийшов український переклад роману. Перекладачка — Анна Процук.